# Rathaus Gengenbach

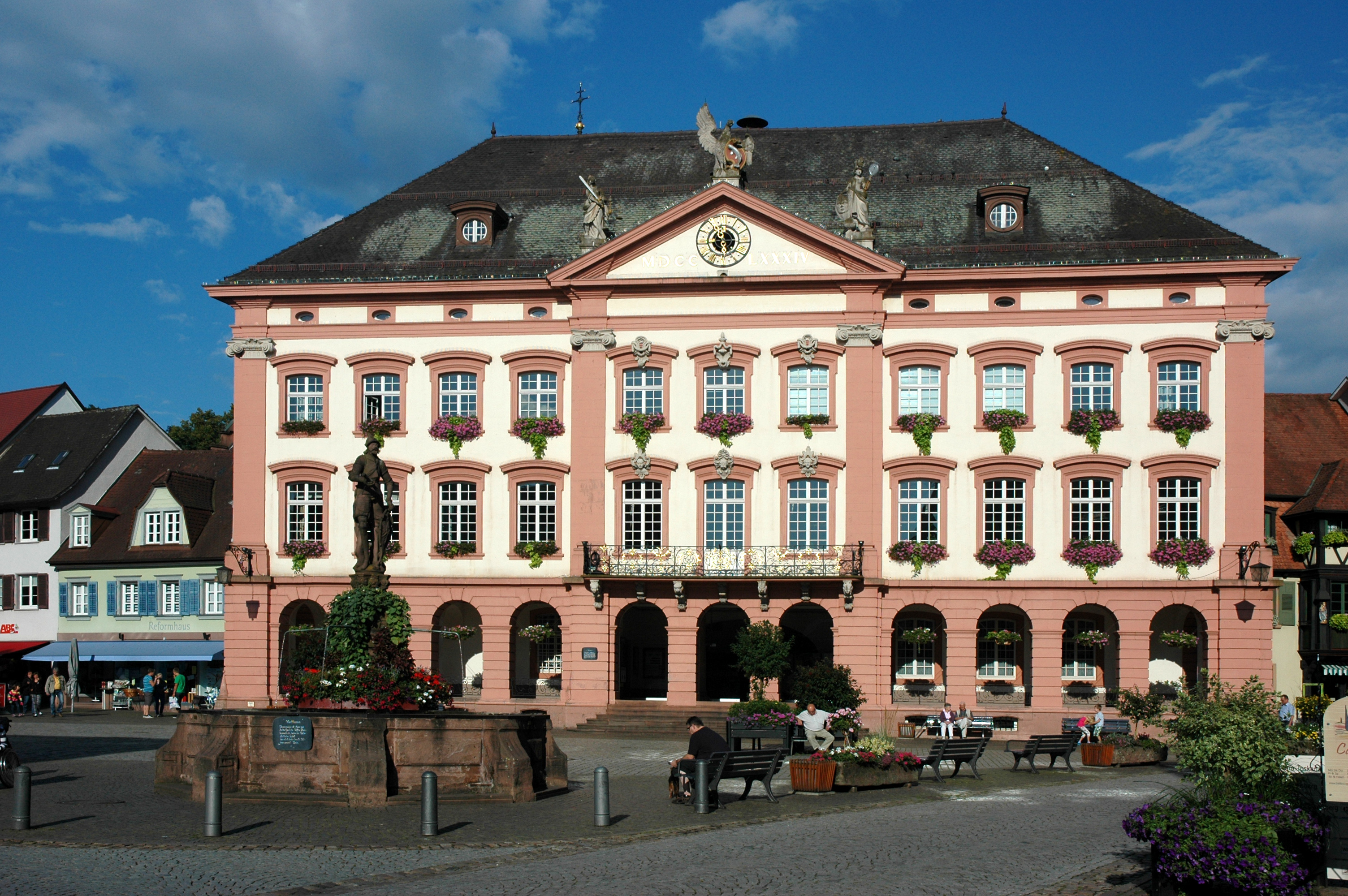
Rathaus Gengenbach

Das Rathaus steht in Gengenbach, einer Stadt im Ortenaukreis in Baden-Württemberg.

## Beschreibung
Das Rathaus mit drei Geschossen wurde 1780 nach einem Entwurf von Victor Kretz gebaut. Der rechte, im Zweiten Weltkrieg zerstörte Gebäudetrakt wurde 1946–50 wieder aufgebaut. Das mit einem Walmdach bedeckte Bauwerk hat elf Achsen und Pilaster an den Ecken und steht auf trapezförmigem Grundriss. Der Risalit aus drei Achsen in der Mitte ist mit einem Tympanon bedeckt, in dem sich ein Zifferblatt befindet. Zum Marktplatz hin ist das Erdgeschoss mit einer Arkade versehen.

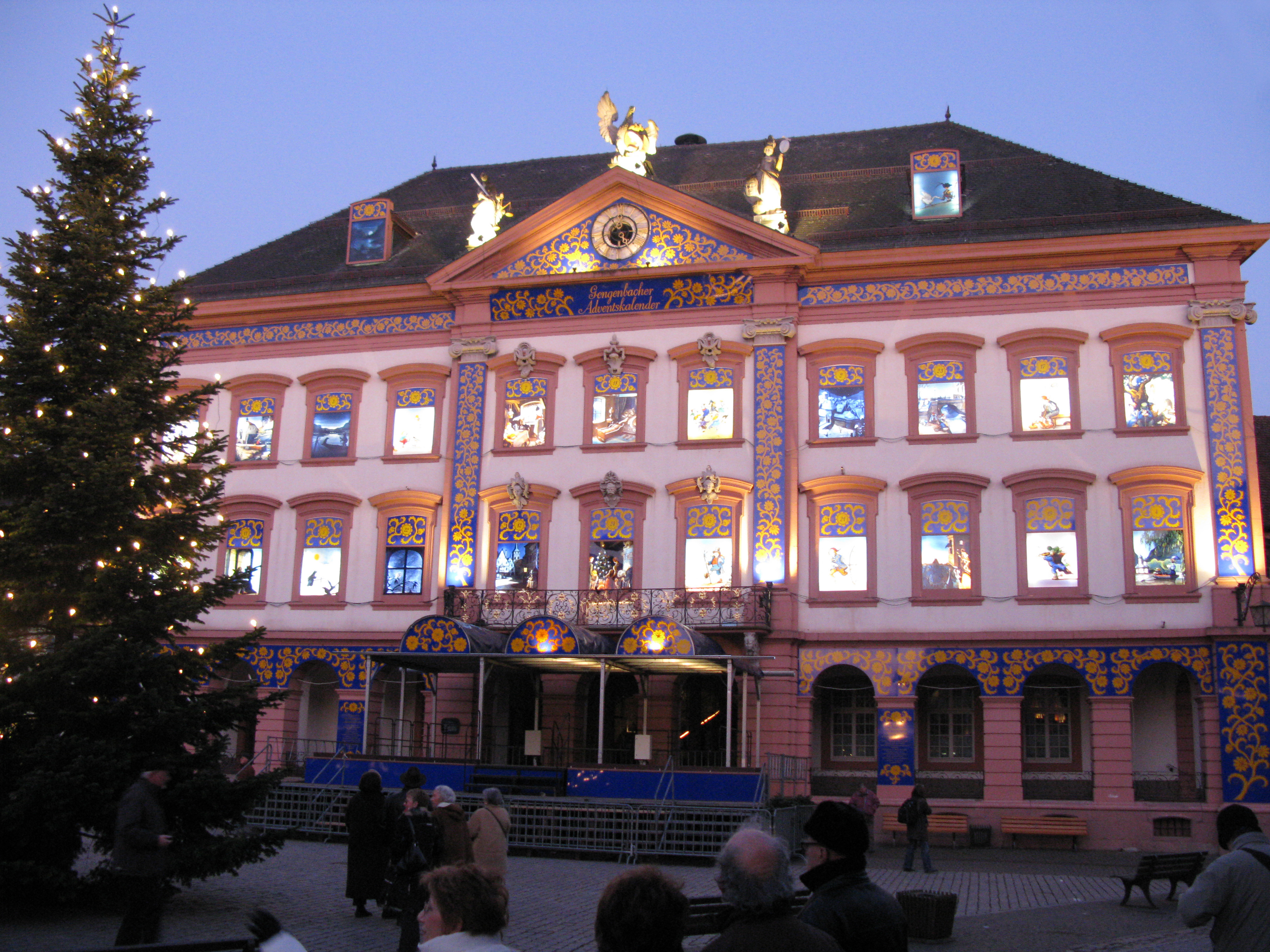
„Adventskalenderhaus“

Alljährlich verwandelt sich das Rathaus im Advent zum weltgrößten „Adventskalenderhaus“.